# Qiuniu

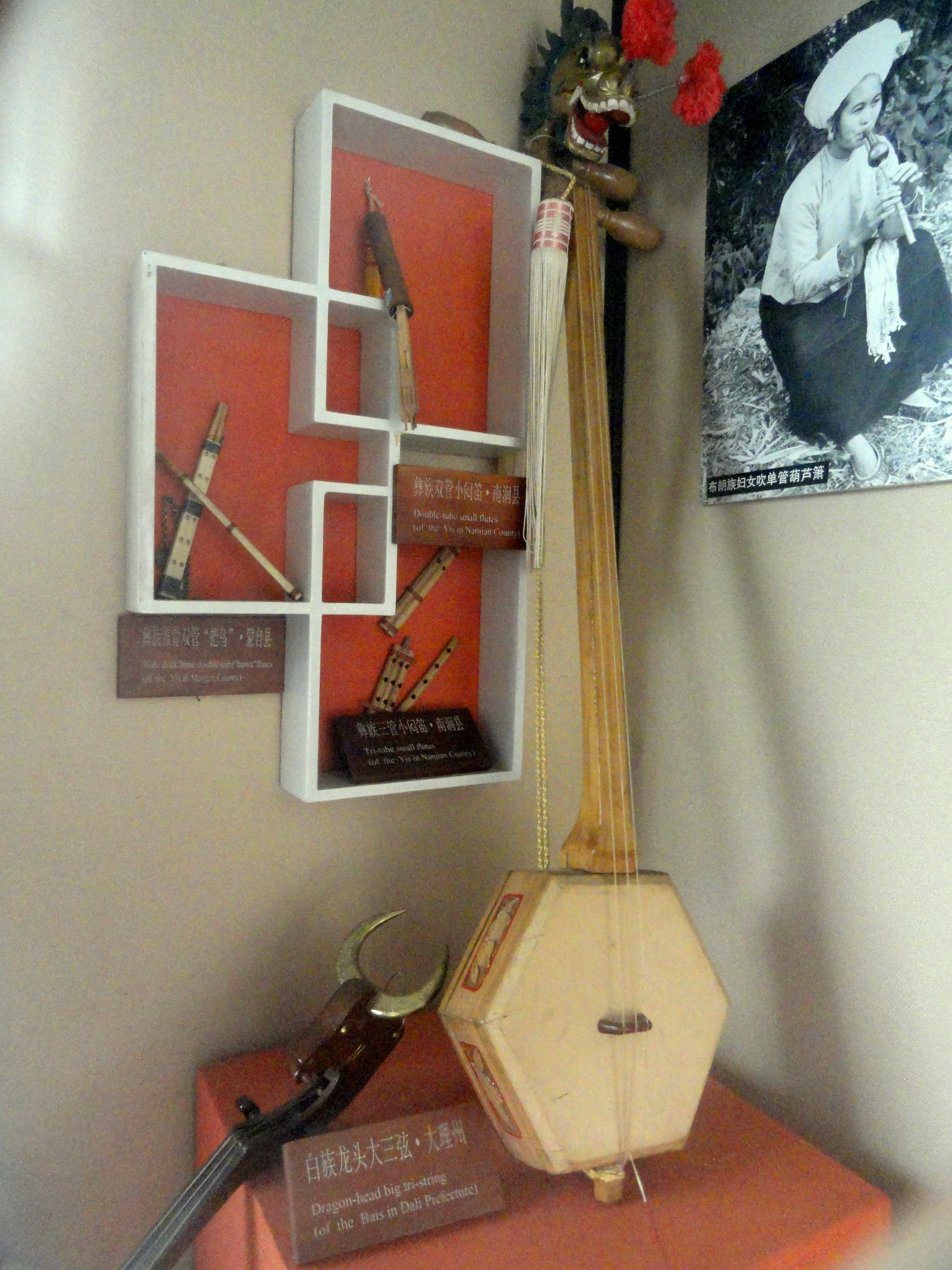
tête de Qiuniu en haut d'un instrument.

Qiuniu (chinois : 囚牛 ; pinyin : Qiúniú) est, dans la mythologie chinoise, un des neuf fils du dragon. il est le protecteur des instruments de musique à corde.